# 尤拉卡薩山
15°26′57″S 72°9′49″W / 15.44917°S 72.16361°W
尤拉卡薩山（Yuraccacsa），是秘魯的山峰，位於該國南部阿雷基帕大區的卡斯蒂利亞省，屬於安第斯山脈中奇拉山脈的一部分，處於奇拉山和喬克皮爾瓦山以南、塞拉尼山和卡西里山東北面，海拔高度5,456米。